# Gissey-sur-Ouche

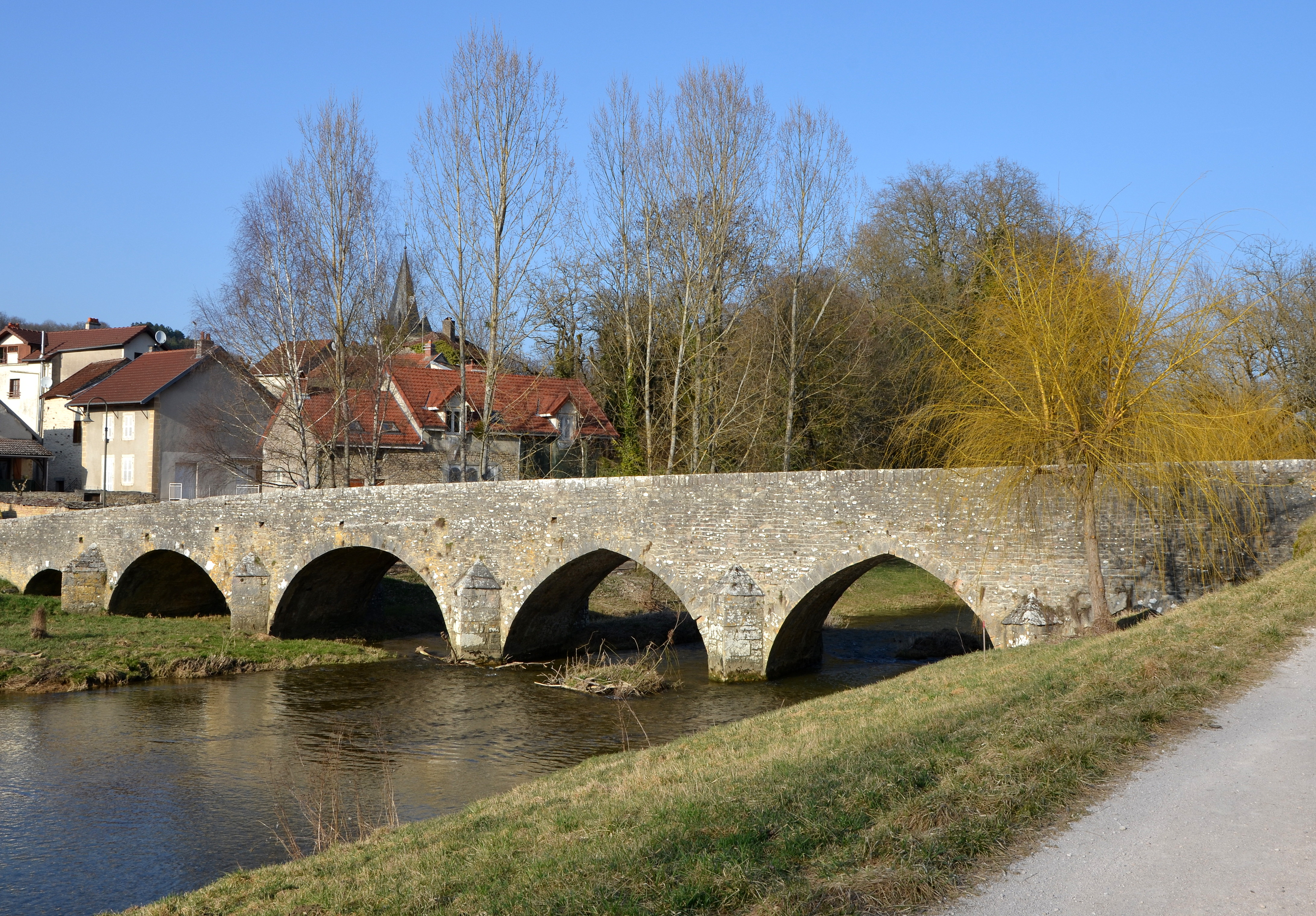
Pont sur l'Ouche.

Gissey-sur-Ouche est une commune française située dans le département de la Côte-d'Or, en région Bourgogne-Franche-Comté.
Le territoire de la commune est traversé par la rivière Ouche et le canal de Bourgogne.

## Géographie

### Hydrographie
L'Ouche et le Ruisseau de la Gironde sont les principaux cours d'eau traversant la commune.

### Climat
Pour des articles plus généraux, voir Climat de la Bourgogne-Franche-Comté et Climat de la Côte-d'Or.
En 2010, le climat de la commune est de type climat des marges montargnardes, selon une étude du Centre national de la recherche scientifique s'appuyant sur une série de données couvrant la période 1971-2000. En 2020, Météo-France publie une typologie des climats de la France métropolitaine dans laquelle la commune est exposée à un climat océanique altéré et est dans la région climatique  Bourgogne, vallée de la Saône, caractérisée par un bon ensoleillement (1 900 h/an), un été chaud (18,5 °C), un air sec au printemps et en été et des vents faibles. 
Pour la période 1971-2000, la température annuelle moyenne est de 10,1 °C, avec une amplitude thermique annuelle de 16,7 °C. Le cumul annuel moyen de précipitations est de 861 mm, avec 12 jours de précipitations en janvier et 8,1 jours en juillet. Pour la période 1991-2020, la température moyenne annuelle observée sur la station météorologique de Météo-France la plus proche, « Pouilly-en-Aux_sapc », sur la commune de Pouilly-en-Auxois à 16 km à vol d'oiseau, est de 10,7 °C et le cumul annuel moyen de précipitations est de 859,1 mm,. Pour l'avenir, les paramètres climatiques de la commune estimés pour 2050 selon différents scénarios d'émission de gaz à effet de serre sont consultables sur un site dédié publié par Météo-France en novembre 2022.

## Urbanisme

### Typologie
Au 1er janvier 2024, Gissey-sur-Ouche est catégorisée commune rurale à habitat dispersé, selon la nouvelle grille communale de densité à 7 niveaux définie par l'Insee en 2022.
Elle est située hors unité urbaine. Par ailleurs la commune fait partie de l'aire d'attraction de Dijon, dont elle est une commune de la couronne,. Cette aire, qui regroupe 333 communes, est catégorisée dans les aires de 200 000 à moins de 700 000 habitants,.

### Occupation des sols
L'occupation des sols de la commune, telle qu'elle ressort de la base de données européenne d’occupation biophysique des sols Corine Land Cover (CLC), est marquée par l'importance des forêts et milieux semi-naturels (82,2 % en 2018), une proportion sensiblement équivalente à celle de 1990 (82,7 %). La répartition détaillée en 2018 est la suivante : forêts (78,2 %), prairies (6,2 %), terres arables (5,2 %), milieux à végétation arbustive et/ou herbacée (4 %), zones agricoles hétérogènes (3,8 %), zones urbanisées (2,6 %). L'évolution de l’occupation des sols de la commune et de ses infrastructures peut être observée sur les différentes représentations cartographiques du territoire : la carte de Cassini (XVIIIe siècle), la carte d'état-major (1820-1866) et les cartes ou photos aériennes de l'IGN pour la période actuelle (1950 à aujourd'hui).

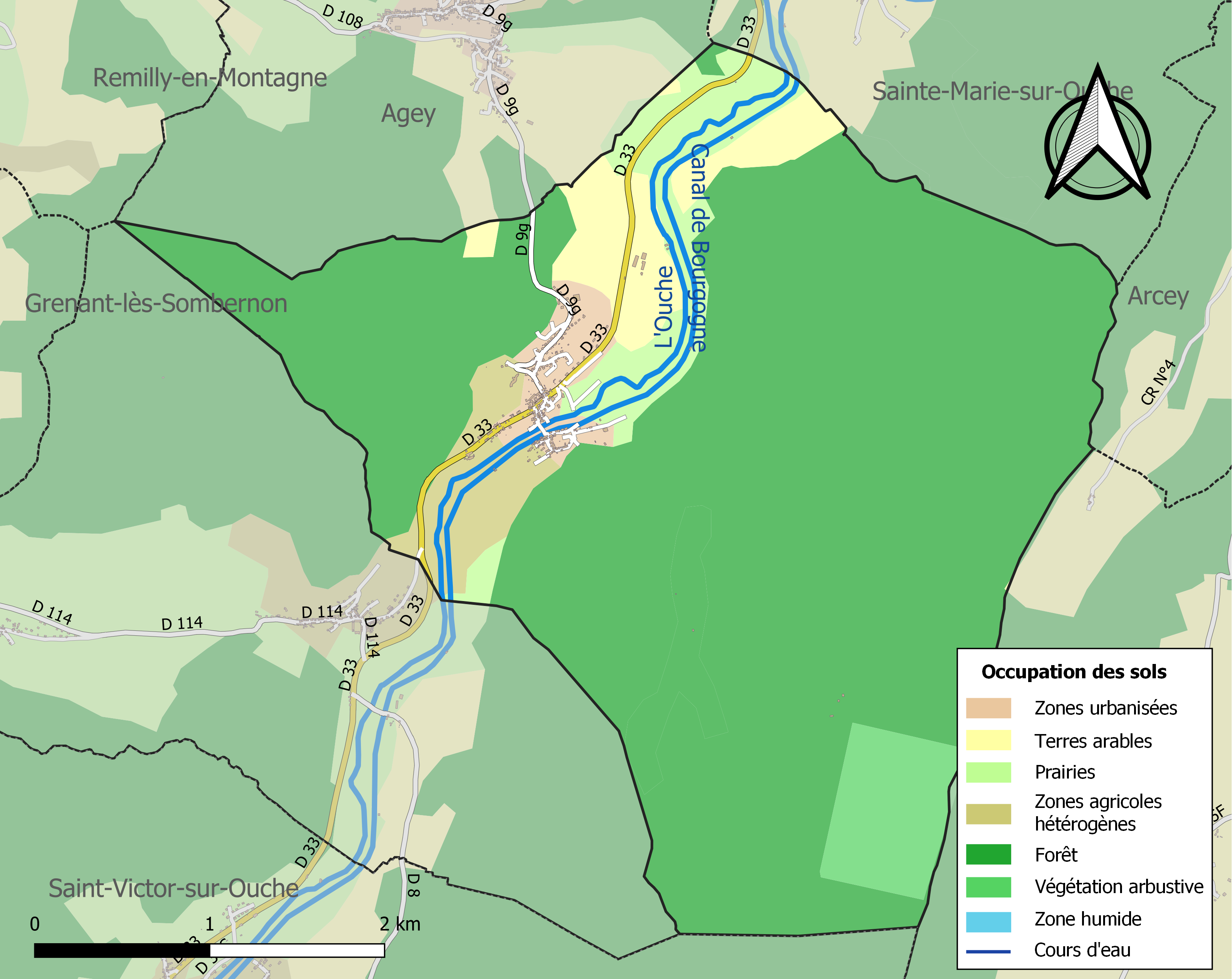
Carte des infrastructures et de l'occupation des sols de la commune en 2018 (CLC).

## Histoire
Godefroy, évêque de Langres (1139-1163), donne à l'abbaye de la Bussière les deux paroisses d'Agey et de Gissey avec leurs dépendances : Baume-la-Roche (Baulme-la-Roche) et la moitié de la paroisse de Remilly, et exempte les moines de toutes dîmes et exactions.
La commune, très tôt au XIXe siècle, fut desservie par le train du chemin de fer d'Epinac, construit de 1829 à 1835, qui allait d'Épinac au canal de Bourgogne.

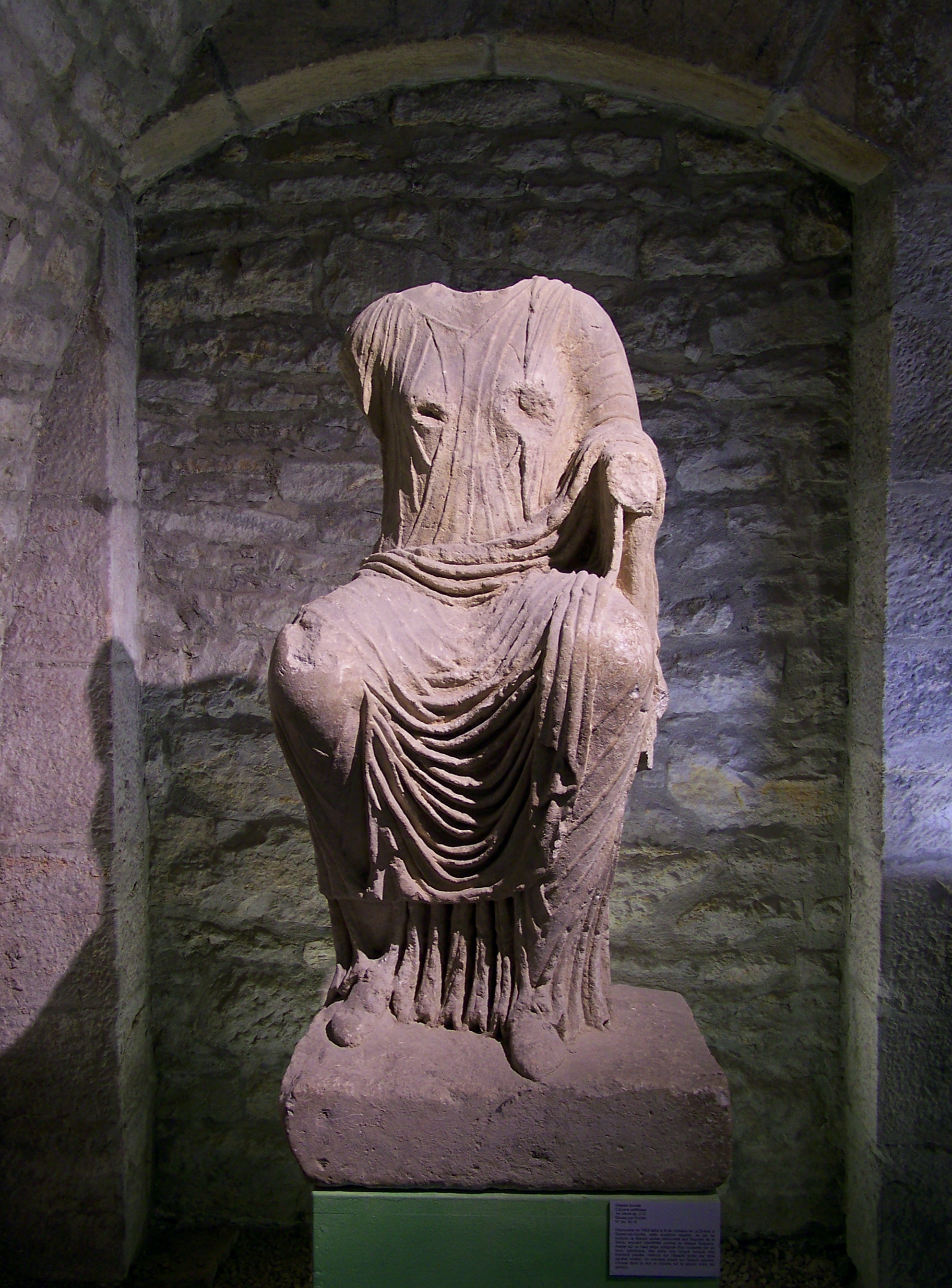
Statue antique découverte dans le lit de la Sirène.

## Politique et administration
| Période                                  | Période   | Identité          | Étiquette | Qualité |
| ---------------------------------------- | --------- | ----------------- | --------- | ------- |
| avant 1981                               | ?         | M. René Cros      |           |         |
| mars 2001                                | juin 2009 | M. Yves Roquelet  |           |         |
| Juin 2009                                | En cours  | Mme Evelyne Gelin |           |         |
| Les données manquantes sont à compléter. |           |                   |           |         |

## Démographie
L'évolution du nombre d'habitants est connue à travers les recensements de la population effectués dans la commune depuis 1793. Pour les communes de moins de 10 000 habitants, une enquête de recensement portant sur toute la population est réalisée tous les cinq ans, les populations de référence des années intermédiaires étant quant à elles estimées par interpolation ou extrapolation. Pour la commune, le premier recensement exhaustif entrant dans le cadre du nouveau dispositif a été réalisé en 2004.

En 2022, la commune comptait 357 habitants, en stagnation par rapport à 2016 (Côte-d'Or : +0,82 %, France hors Mayotte : +2,11 %).
| 1793 | 1800 | 1806 | 1821 | 1831 | 1836 | 1841 | 1846 | 1851 |
| ---- | ---- | ---- | ---- | ---- | ---- | ---- | ---- | ---- |
| 202  | 219  | 222  | 245  | 310  | 329  | 312  | 345  | 332  |

| 1856 | 1861 | 1866 | 1872 | 1876 | 1881 | 1886 | 1891 | 1896 |
| ---- | ---- | ---- | ---- | ---- | ---- | ---- | ---- | ---- |
| 335  | 364  | 336  | 316  | 316  | 302  | 303  | 281  | 287  |

| 1901 | 1906 | 1911 | 1921 | 1926 | 1931 | 1936 | 1946 | 1954 |
| ---- | ---- | ---- | ---- | ---- | ---- | ---- | ---- | ---- |
| 268  | 257  | 257  | 208  | 202  | 220  | 199  | 182  | 167  |

| 1962 | 1968 | 1975 | 1982 | 1990 | 1999 | 2004 | 2006 | 2009 |
| ---- | ---- | ---- | ---- | ---- | ---- | ---- | ---- | ---- |
| 158  | 149  | 180  | 211  | 290  | 303  | 360  | 364  | 363  |

| 2014 | 2019 | 2022 | - | - | - | - | - | - |
| ---- | ---- | ---- | - | - | - | - | - | - |
| 353  | 354  | 357  | - | - | - | - | - | - |

## Lieux et monuments
- Le lavoir : il fut construit en 1846 selon les plans de l'architecte Auguste Sirodot. Il a dû être fermé au public le temps de sa restauration mais a rouvert en novembre 2009. Les travaux ont pu être réalisés grâce à diverses subventions publiques et à la générosité de particuliers dans le cadre d'une opération de mécénat de la Fondation du patrimoine[18].

## Héraldique
| Blason de Gissey-sur-Ouche | Blason  | De gueules à l'aigle d'or membrée d'azur, au chef de vair. |
| Blason de Gissey-sur-Ouche | Détails | Le statut officiel du blason reste à déterminer.           |